# Epoca electroslabă
În cosmologia fizică, epoca electroslabă a fost perioada din evoluția universului timpuriu, când temperatura universului a scăzut suficient încât interacțiunea tare s-a separat de interacțiunea electroslabă, dar a fost suficient de mare pentru ca electromagnetismul și interacțiunea slabă să rămână contopite într-o singură interacțiune electroslabă la temperaturi de peste 159,5±1,5 GeV (daca presupunem modelul standard al fizicii particulelor). 
Unii cosmologi situează acest eveniment la începutul epocii inflaționiste, la aproximativ 10−36 secunde după Big Bang. Alții  îl plasează la aproximativ 10−32 seconde după Big Bang când energia potențială a câmpului inflaton care a condus la inflația universului în epoca inflaționistă a fost eliberată, umplând universul cu o plasmă densă, fierbinte de quark-gluon. Interacțiunile particulelor din această fază au fost suficient de energice pentru a crea un număr mare de particule exotice, bosonii W și Z și bosoni Higgs. Pe măsură ce universul s-a extins și s-a răcit, interacțiunile au devenit mai puțin energice și când universul avea aproximativ 10−12 secunde, bosonii W și Z au încetat să mai fie creați la rate observabile. Bosonii W și Z rămași s-au descompus rapid, iar interacțiunea slabă a devenit o forță cu rază scurtă de acțiune în următoarea epocă, epoca quark.
Fizica epocii electroslabe este mai puțin speculativă și mult mai bine înțeleasă decât fizica perioadelor anterioare ale universului timpuriu.